# Naemi Briese
Naemi Viktoria Louise Vestin, känd under artistnamnet Naemi Briese, ogift Persson, född 4 mars 1908 i Katarina församling i Stockholm, död 20 augusti 1980 i Hedvig Eleonora församling i Stockholm, var en svensk skådespelare och sångare.

## Biografi
Naemi Briese var dotter till förmannen Gustav August Persson och Emma Viktoria, ogift Söderström. Briese spelade mest revy. Hon debuterade hos Ragnar Klange på Folkets hus i Stockholm där hon var engagerad åren 1933–1937. 1938 engagerades hon av Karl Gerhard, hos vilken hon spelade söderböna. Hon engagerades av Kar de Mumma 1953.[källa behövs]
Filmdebuten kom 1932 i Theodor Berthels Muntra musikanter. Hon debuterade på grammofonskiva 1933 och sjöng in drygt 150 skivor.[källa behövs]
Hon var 1931–1939 gift med skådespelaren Elof Ahrle (1900–1965) och från 1949 med disponenten Nils Hugo Westin (1911–1962).
Naemi Briese är begravd i föräldrarnas familjegrav på Galärvarvskyrkogården i Stockholm.

## Filmografi
- 1932 – Muntra musikanter
- 1933 – Hemslavinnor
- 1934 – Simon i Backabo
- 1934 – Hon eller ingen
- 1934 – Anderssonskans Kalle
- 1935 – Flickor på fabrik
- 1937 – Vi går landsvägen
- 1937 – Odygdens belöning
- 1937 – O, en så'n natt
- 1938 – Vi som går scenvägen
- 1938 – På kryss med Albertina
- 1939 – I dag börjar livet
- 1942 – I gult och blått
- 1942 – Tre skojiga skojare
- 1943 – Kungsgatan
- 1943 – Lille Napoleon
- 1943 – Hon trodde det var han
- 1944 – Lilla helgonet
- 1945 – Moderskapets kval och lycka
- 1946 – 100 dragspel och en flicka
- 1946 – Johansson och Vestman
- 1947 – Krigsmans erinran
- 1947 – Ingen väg tillbaka
- 1947 – Skepp till Indialand
- 1949 – Hin och smålänningen
- 1949 – Gatan
- 1949 – Stora Hoparegränd och himmelriket
- 1952 – Åsa-Nisse på nya äventyr
- 1953 – Gycklarnas afton
- 1953 – Sommaren med Monika
- 1954 – Karin Månsdotter
- 1955 – Ljuset från Lund
- 1956 – Nattbarn
- 1957 – Sommarnöje sökes

## Teater

### Roller
| År   | Roll        | Produktion                                                                           | Regi                                             | Teater                   |
| ---- | ----------- | ------------------------------------------------------------------------------------ | ------------------------------------------------ | ------------------------ |
| 1932 |             | Skojar-Hampus på Stornäs Siegfried Fischer                                           |                                                  | Söders friluftsteater    |
| 1933 | Medverkande | Folkets gröna ängar, revy Åke Söderblom, Herr Dardanell, Sten Axelson, Gösta Chatham | Ragnar Klange                                    | Folkets hus teater       |
| 1933 |             | Skärgårdsflirt Gideon Wahlberg                                                       | Ragnar Klange                                    | Folkets hus teater       |
| 1936 | Medverkande | Heja folket, revy Harry Iseborg och Nisse Berggren                                   | Ragnar Klange                                    | Folkets hus teater       |
| 1936 |             | 65, 66 och jag Axel Frische                                                          | Ragnar Klange                                    | Folkets hus teater       |
| 1937 | Medverkande | Folket i bild, revy                                                                  | Ragnar Klange                                    | Folkets hus teater       |
| 1938 |             | Tolvskillingsoperan (Die Dreigroschenoper) Bertolt Brecht och Kurt Weill             | Ernst Eklund                                     | Oscarsteatern            |
| 1942 | Medverkande | Glada gatan, revy Ch. Henry och Einar Molin                                          | Gideon Wahlberg                                  | Odeonteatern, Stockholm  |
| 1943 | Medverkande | Peppar och parfym, revy Ch. Henry och Einar Molin                                    | Gideon Wahlberg                                  | Odeonteatern, Stockholm  |
| 1943 | Medverkande | Glitter och gliringar, revy Ch. Henry och Einar Molin                                | Gideon Wahlberg                                  | Odeonteatern, Stockholm  |
| 1944 | Medverkande | Bröderna Rims sagor, revy Ch. Henry och Einar Molin                                  | Gideon Wahlberg                                  | Odeonteatern, Stockholm  |
| 1945 | Medverkande | En glädjande tilldragelse, revy Kar de Mumma                                         | Leif Amble-Naess                                 | Blancheteatern           |
| 1947 | Medverkande | Kar de Mummas sällskapsresa, revy Kar de Mumma                                       | Hjördis Petterson                                | Blancheteatern           |
| 1947 | Medverkande | Fängslande men flyktigt, revy                                                        | Gunnar Ekström Sture Ericson Lars-Levi Læstadius | Helsingborgs stadsteater |

## Diskografi (urval)
Singlar
- 1937 – "Josefin och Agathon" / "Två hjärtan och en skuta" (med Elof Ahrle)
- 1944 – "Kvinnans hemliga bapen" / "Två prinsar"
- 1944 – "Får jag lov att låta solen skina" / "Silvermånen över Kattegatt" (delad singel: Ulla Billquist med Willard Ringstrands Orkester / Naemi Briese med Erik Franks Orkester)
- 1944 – "Jag vet ett spel om en väg" / "En nypa Stockholmsluft" (delad singel: Ulla Billquist / Naemi Briese, båda med Sven Arefeldts Orkester)
- 1947 – "Marguerite" / "Si, Si, Signore"
- 1948 – "När du ler, är det lyckan som ler" / "I rosenrött jag drömmer"